# Міхо Мосулішвілі
Міхо Мосулішвілі (груз. მიხო მოსულიშვილი); 10 грудня 1962) — грузинський письменник, драматург, сценарист і перекладач.

## Життєпис
Міхо Мосулішвілі народився 10 грудня 1962 роу в селі Арашенда, Кахеті, Ґурджаанськиї муніципалітет Грузії.
У 1986 році закінчив Тбіліський державний університет, геолого-географічний факультет за фахом інженера-геолога (геологічні зйомки, пошуки і розвідка родовищ корисних копалин).
А також 1981 −1984 роках навчався на вторинний факультет за спеціальністю кінодраматургія (творча майстерня Ерлом Ахвледіані і Давіт Агіашвілі).
Він живе в Тбілісі зі своєю дружиною, з дочкою і з німецьким догом на ім'я Фінніган. Любить гори і як він думає: «слово почало все і слово закінчить все на білому світі …»

## Перелік виданих книг
- Лісовий Людина[4], Тбілісі, видавництво міністерство культури, 1988 р. — Трагедія
- Ікони Місячного Дня[5], Тб., вид. «Мерані», оповідання, новели та мініатюри, 1990 р.
- Убив Змій для Бога[6], Тб., вид. «Іліа», грузинські народні заклинання, зібрав і записав у вигляді віршів Міхо Мосулішвілі, 1993 р.
- Простір у вертикаль[7], Тб., Вид. «Мерані», оповідання, новели та мініатюри, 1997 р.
- Лицар в усі Пори[8], Тб., Вид. «Бестселер», роман з двовікової життя Семи поколінь родини Андронікашвілі, 1999 р.
- Політ Без Бочки[9], Тб., «Видавництво Бакура Сулакаурі», крутійський роман про грузинських і нігерійських емігрантів в Німеччині, 2001 р. — ISBN 99928-974-2-4
- Бендела[10], Тб., Вид. «Саарі», документальний роман про футболіста Бенделіані Зазе Джумберовича, 2003 р. — ISBN ISBN 99928-39-69-4
- Лебеді Під Снігом[11], Тб., вид. «Саарі», мініатюри і есе, 2004 р. — ISBN 99940-29-30-4
- Майже Пікассо і по трошечки Босх, з правого боку[12], Тб., Вид. «Саарі», сім смішних п'єс, де не зовсім безнадійно спрятані сльози (автор карикатури «Міхо Мосулішвілі з трубкою» на обкладинці книги — Заал Сулакаурі), 2010 р. — ISBN 978-99940-60-87-0
- Важа-Пшавела[13], біографія, 2011, — ISBN 978-9941-9179-6-7

## Перекладені книги
У перекладі Міхо Мосулішвілі грузинською мовою окремими книгами надруковані детективи Бориса Акуніна з циклу "Пригоди Ераста Фандоріна ":
- Борис Акунін — Азазель (აზაზელი), видавництво"Арете", 2004 р. — ISBN 99940-745-8-X
- Борис Акунін — Турецький гамбіт (თურქული გამბიტი), — видавництво «Квіріс палітра», 2006 р. — ISBN 99940-42-07-6
- Борис Акунін — Левіафан (ლევიათანი), видавництво "Квіріс палітра ", 2006 р. — ISBN 978-9941-413-98-8
- Гай Светоній Транквілл — Життя Дванадцяти цезарів (თორმეტი კეისრის ცხოვრება), видавництво «Пегасі», 2011, — ISBN 978-9941-9206-1-5

## Сценарії
- Згадуїте мене, Давід... (Давід IV), 2010, сценарій документального фільму для режисера Георгій Овашвілі.
- Дім із камін, 2012, драма, 90 хв, для режиссера Ніна Хатіашвілі
- 1907 (Важа), 2013, трагікомедія, 90 хв, для режисера Іраклії Чхіквадзе
- Доля, 2014, трагікомедія, 90 хв, для режисера Константін Члаідзе.

## На першому каналі грузинського телебачення
- Мій Друг Гітлер, співавтор сценарію з Андро Єнукідзе (за мотивами однойменної п'єси Юкіо Місіма), 1999.
- На першому каналі грузинського телебачення Ніч Дрібних Зірок (45-серійний телесеріал), співавтор сценарію — 2000.

## На грузинському Радіо
- Танець з мерцями[14] (комічний трилер), (2010) — режисер Зураб Канделакі.
- Смерть Гуарама Мампалі, (1989), режисер Бадрі Мікашавідзе.
- Павук, (1988), режисер Бадрі Мікашавідзе.
- Лісовий Людина (у перекладі: Чудо лісове вбито весною[15], (1987), режисер Бадрі Мікашавідзе.

## Театральні постановки
- Казка вкраденого нового року — У державному театрі імені Акакія Церетелі (місто Чіатура), режисер Сосо Немсадзе, 2008 р.
- Тринадцяте Експериментальне (співавтор Андро Єнукідзе), (трагікомедія) — У тбіліському театрі німих імені Автанділа Ціхішвілі, режисер Олександр Лабадзе, 2002
- Різдвяний гуска з айвою (комічний трилер) — У театрі «Театральний підвал у Ваке», режисер Гурам Брегадзе, 2009 р.
- Енкі-Бенк (Веселий Револьвер) — У тбіліському дитячому театрі на проспект Агмашенебели № 60, режисер Натіа Кавсадзе, 2008 р.
- Біле Воїнство (трагікомедія) — У театрі юнного глядача «Біла вільна», режисер Георгій Ратіані, 2005 р.
- Важа-Пшавела, або спостереження невідомого (міфо-ритуальна п'єса в одному акті), читка, Театр кіноактора імені Михайла Туманішвілі, режисер Хатуна Мілорава, 2013
- Гусак з айвою (комічний трилер) - У державному театрі міста Руставі, режисер Гурам Брегадзе, 2013
- Моя вільшанка (сумна, занадто сумна комедія) - У муніципальному театрі міста Болнісі, режисер Зураб Хведелідзе, 2013
- Моя вільшанка (сумна, занадто сумна комедія) - Тбіліський театр імені К. Марджанішвілі, режисер Хатуна Мілорава, 2014

## Відомості про присвоєння премії
- Премія міністерства культури Грузії за п'єсу Тринадцяте Експериментальне, (співавтор Андро Єнукідзе) 1991.
- Премія міністерство культури Грузії за п'єсу А завтра Прем'єра, (співавтор Єнукідзе Андро Володимирович), 1989.
- Призер щорічного літературного конкурсу «Формула-НЛО» — 2006 (ПРОЗА)
- Перша премія мерії міста Тбілісі, Тбіліського Управління молодіжних справ і союзу любителів книг «Бестселер» за роман Лицар в усі Часи, 1998.
- Премія комітету грузтелерадіо за радіоп'єсу Лісовий Людина, 1987.
- Новела Глухомань[16] потрапив у шорт-лист ключових творів сайту «Точка Зору»(за осінь -зиму 2005–2006 року. Голосували: Олексій Караковський, Олексій Петров)
- Новела Глухомань посіла друге місце на конкурсі «Бекар» 2005, в розділі «Джаз та рок»
- Диплом першого ступеня першого Міжнародного творчого конкурсу «Вічна Пам'ять!» за оповідання Сяйво сніжного дня
- «Містер Зимовий Дебют 2006» в номінації «Проза» на міжнародному літературному клубі «ІНТЕРЛИТ»
- Премія інтернетного журналу «Квалі» за п'єсу Веселий Револьвер, 2003.
- Премія спілки письменників Грузії за п'єсу Біле Воїнство, 1998.
- Диплом Лауреата 1-го етапу Третього Міжнародного літературного конкурсу «Вся королівська рать» за новелу Глухомань, у номінації: Есе та новели
- Хертвісі (літературна премія)[17] для розповіді Учора ввечері про битву Дідгорі[18] — 8 грудня, 2007
- Гала (літературна премія)[19] для біографічної книги Важа-Пшавела[20] — 8 жовтня, 2011

## Відомості про нагородження орденами і медалями
Присвоєна «Медаль Честі» («Honor» Medal) — 7 березня 1998 року по наказу № 132 Президента Грузії (через ювілею до 150-річчя з дня народження літературного журналу «Ціскарі» — у газеті «Сакартвелос Республіка», 15 березня, 1998 року).

## Ресурси в Інтернеті
- Міхо Мосулішвілі біографія [Архівовано 17 листопада 2018 у Wayback Machine.]
- Archanda, which is invisible [Архівовано 16 березня 2017 у Wayback Machine.]
- MOSULISHVILI MIKHO [Архівовано 20 грудня 2016 у Wayback Machine.]
- Міхо Мосулішвілі, «Хто такий Паруйр Севак?» [Архівовано 26 вересня 2011 у Wayback Machine.] стаття про поета Севак Паруйр Рафаелович
- Мы в эту жизнь приходим не для вражды, не для зла, но ради любви [Архівовано 5 березня 2016 у Wayback Machine.]
- «Сияние снежного дня»[недоступне посилання з квітня 2019]
- Долой идеал демонизма! [Архівовано 31 березня 2012 у Wayback Machine.]
- «Новая» старая литература [Архівовано 14 грудня 2009 у Wayback Machine.]
- Сначала честь, а все остальное потом [Архівовано 26 вересня 2011 у Wayback Machine.]
- Интервью с акцентом
- Назвался груздем, но никуда ни полезу! [Архівовано 5 серпня 2007 у Wayback Machine.]
- На «Точка. Зрения» [Архівовано 14 листопада 2011 у Wayback Machine.]
- «Семейное слово», или Кто такой Гасси Джек? [Архівовано 16 квітня 2008 у Wayback Machine.]